# 高文智
高文智（1914年—2003年），男，陕西鄜县人，中华人民共和国军事人物，中国人民解放军少将，曾任中国人民解放军总后勤部企业部部长。